# Bichelsee-Balterswil
Bichelsee-Balterswil ist eine politische Gemeinde im Bezirk Münchwilen des Schweizer Kantons Thurgau. Vorgängerin der 1996 gegründeten politischen Gemeinde war seit 1803 die Munizipalgemeinde Bichelsee mit den Ortsgemeinden Balterswil und Bichelsee.

## Geographie
Die Doppelgemeinde befindet sich im Hinterthurgau, auch Tannzapfenland genannt, dem südwestlichen und gebirgigen Teil des Kantons. Bichelsee-Balterswil grenzt an die Gemeinden Aadorf, Wängi, Eschlikon, Fischingen und Turbenthal ZH. Die beiden Dörfer Balterswil auf 575 m ü. M. und Bichelsee auf 601 m ü. M. liegen an der Strasse Wil SG – Turbenthal.

## Geschichte

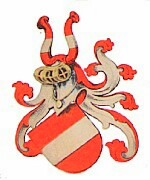
Wappen der Herren von Bichelsee

Balterswil wird erstmals am 25. März 885 als Baldherreswilare in einer Urkunde des Abts von St. Gallen, Bichelsee am 10. Januar 894 in einer Schenkungsurkunde als Pichelense erwähnt. Das Kloster St. Gallen erhielt damals in Bichelsee Dienstleute, Häuser, Zugtiere, Wiesen etc. geschenkt. Das zu Balterswil gehörende Ifwil ist bereits in einer Schenkungsurkunde des Kaisers Ludwig des Frommen vom 4. Juni 817 an das Kloster St. Gallen als Ifinwilare zu finden. Am 6. November 912 taucht erstmals Ittenasana (Itaslen, Bichelsee) in einer Urkunde auf. Bis ins Jahr 1209 sind keine weiteren urkundlichen Eintragungen bekannt.
Die Herren von Bichelsee sind im Jahr 1209 das erste Mal urkundlich erwähnt. Es wird vermutet, dass der Ursprung der beiden Brüder Walter der I. und Eberhard I. mit dem Ursprung der Herren von Elgg zusammenhängt. Diese edlen Herren waren Dienstleute des Klosters St. Gallen und gehörten zum niederen Adel. Das Gebiet, das die Herren von Bichelsee beherrschten, war um einiges grösser als die Ausdehnung der heutigen politischen Gemeinde. Im Jahr 1250 wurde durch Eberhard I. von Bichelsee das Kloster Tänikon gegründet. In diesen Jahren wurde auch die Burg Neu-Bichelsee gebaut, die aber bereits im Jahr 1273 durch Rudolf von Habsburg geplündert wurde. Die Burg Neu-Bichelsee wurde nie wieder aufgebaut.
1884 brannte das Dorf Balterswil zum grössten Teil ab. In Bichelsee entstand 1899 die erste Raiffeisenkasse der Schweiz. Das wurde durch den Pfarrer Johann Traber in die Wege geleitet. Der Entscheid der Raiffeisenbank im Jahr 2012, den Gründungssitz, die Filiale Bichelsee, zu schliessen, stiess auf Widerstand.
Im Jahr 1972 wurde das gemeinsame Schulzentrum Bichelsee-Balterswil für die Real- und Sekundarschule gebaut. Am 1. Januar 1996 entstand im Zuge der Thurgauer Gemeindereorganisation die Gemeinde Bichelsee-Balterswil aus dem Zusammenschluss der ehemaligen Munizipalgemeinde Bichelsee mit den Ortsgemeinden Balterswil und Bichelsee.
→ siehe auch: Abschnitte Geschichte in den Artikeln Balterswil und Bichelsee

## Wappen
Blasonierung: In Rot eine weisse Binde.
Das Wappen der früheren Ortsgemeinde Bichelsee und der politischen Gemeinde Bichelsee-Balterswil wurde von den Herren von Bichelsee übernommen und hat nichts mit dem Bindenschild zu tun.

## Bevölkerung
| Hier fehlt eine Grafik, die leider im Moment aus technischen Gründen nicht angezeigt werden kann. Wir arbeiten daran! |

|                             | 1850 | 1870 | 1900 | 1205 | 1941 | 1960 | 1980 | 2000 | 2010 | 2018 | 2023 |
| --------------------------- | ---- | ---- | ---- | ---- | ---- | ---- | ---- | ---- | ---- | ---- | ---- |
| Politische Gemeinde         |      |      |      |      |      |      |      | 2277 | 2618 | 2863 | 3022 |
| Munizipalgemeinde Bichelsee | 1071 | 953  | 1205 | 1407 | 1275 | 1467 | 1810 |      |      |      |      |

Von den insgesamt 3022 Einwohnern der Gemeinde Bichelsee-Balterswil am 31. Dezember 2023 waren 367 bzw. 12,1 % ausländische Staatsbürger. 966 (32,0 %) waren römisch-katholisch und 792 (26,2 %) evangelisch-reformiert. Die Ortschaft Balterswil zählte zu diesem Zeitpunkt 2007 Bewohner.

## Wirtschaft
Im Jahr 2016 bot Bichelsee-Balterswil 788 Personen Arbeit (umgerechnet auf Vollzeitstellen). Davon waren 8,4 % in der Land- und Forstwirtschaft, 53,1 % in Industrie, Gewerbe und Bau sowie 38,5 % im Dienstleistungssektor tätig.

## Sehenswürdigkeiten
→ siehe Abschnitt Sehenswürdigkeiten im Artikel Bichelsee-Balterswil

→ siehe Artikel Liste der Kulturgüter in Bichelsee-Balterswil

## Politik
Die SVP ist seit den Nationalratswahlen 2011 die stärkste Partei in Bichelsee-Balterswil. Bei den Nationalratswahlen 2023 betrugen die Wähleranteile in Bichelsee-Balterswil: SVP 43,3 % (+5,8 %), Mitte 25,0 % (+2,5 %), FDP 8,7 % (−2,8 %), Grüne 7,0 % (−3,1 %), SP 5,0 % (−2,3 %), glp 4,3 % (−2,9 %), EVP 1,8 % (+0,1 %).

## Bilder

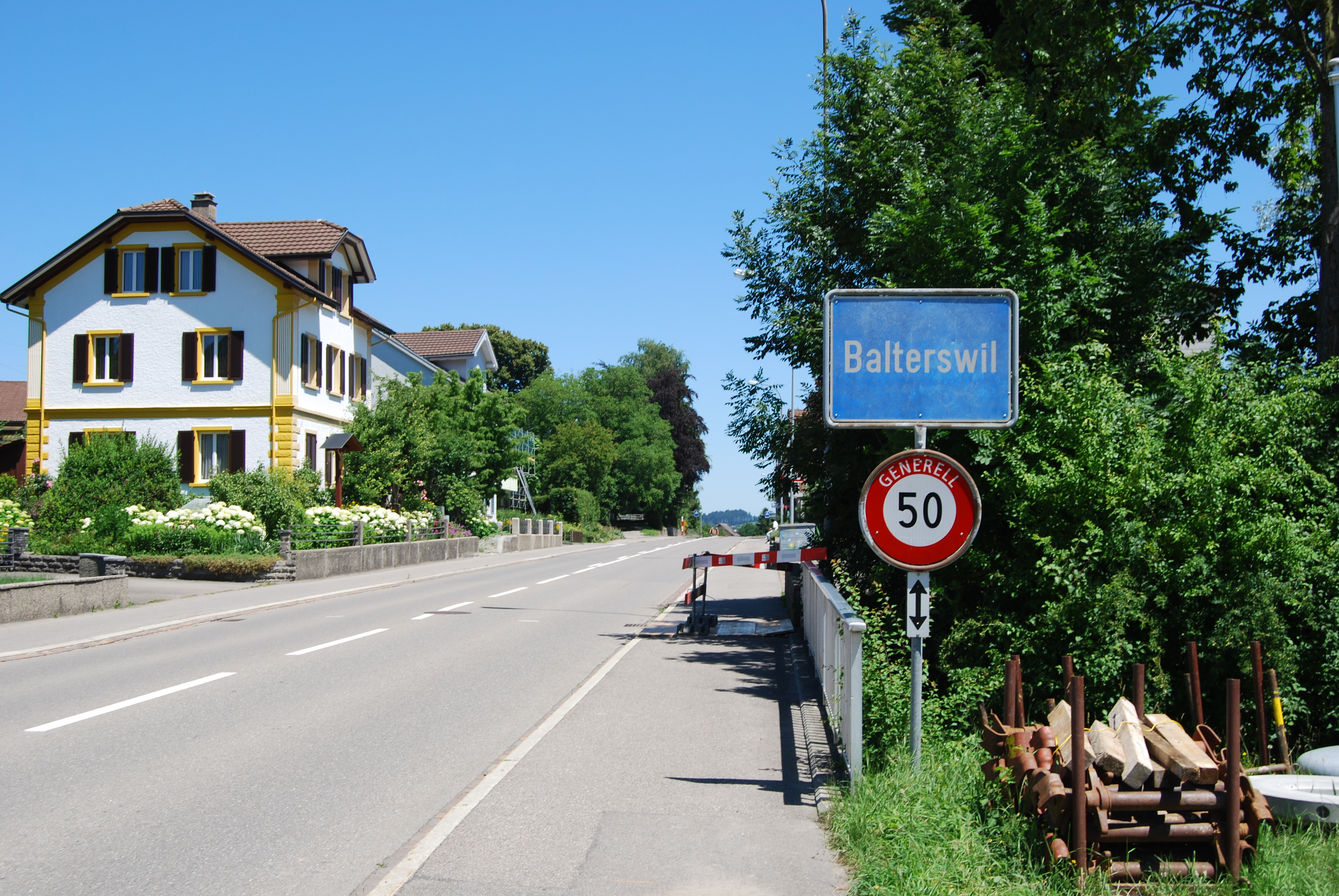
Ortseingang von Balterswil
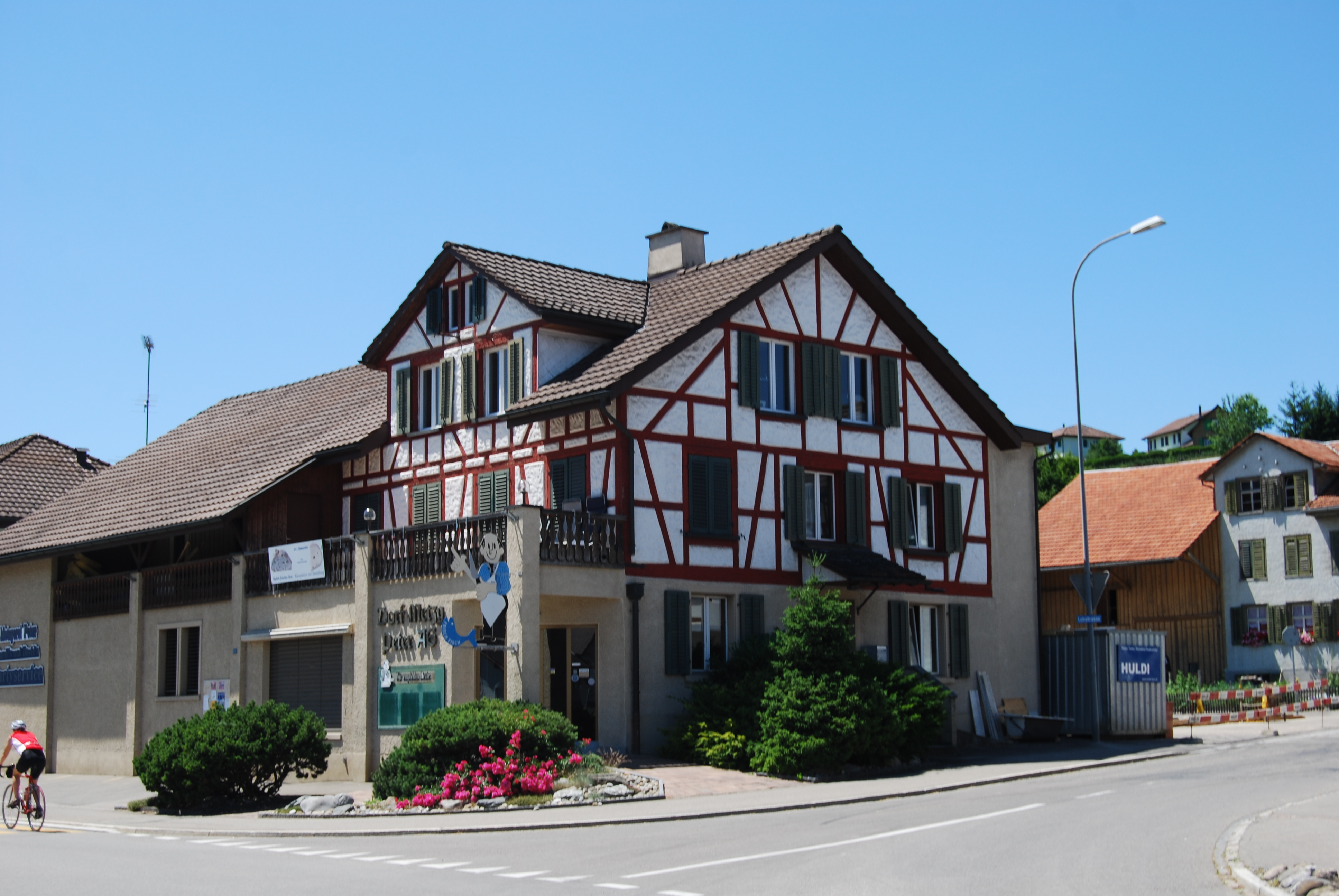
Fachwerkhaus in Balterswil
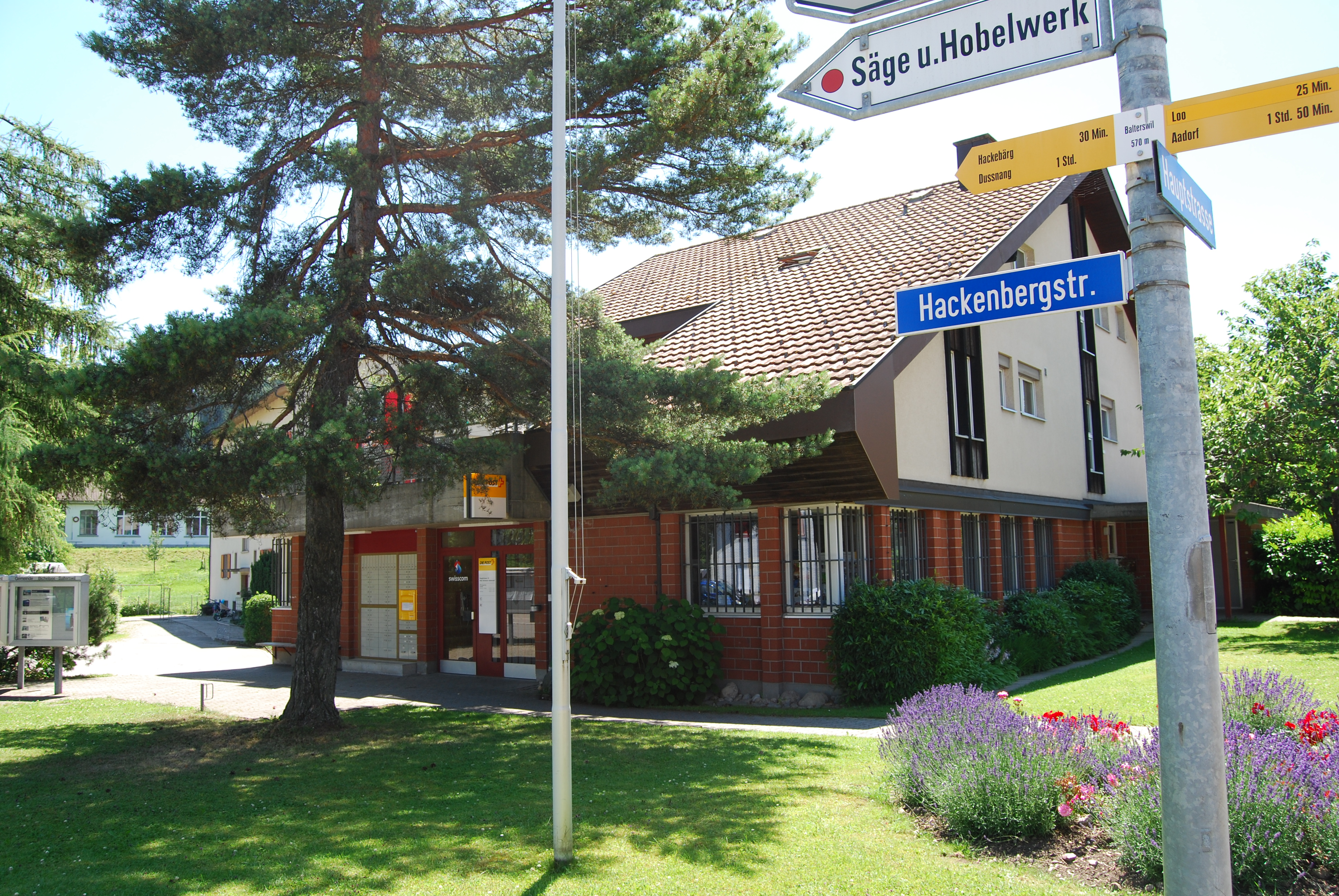
Poststelle Balterswil
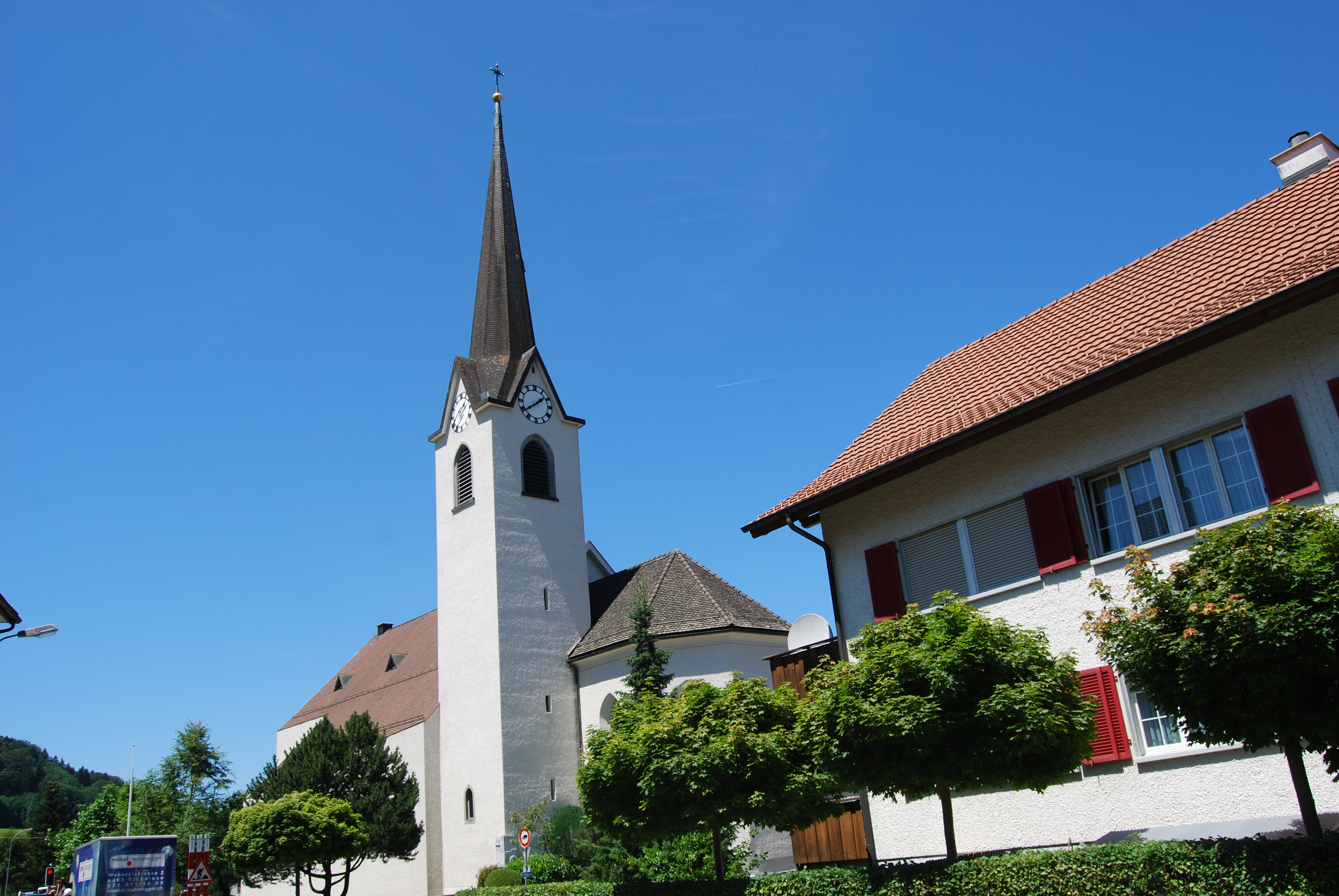
Katholische Kirche von Bichelsee
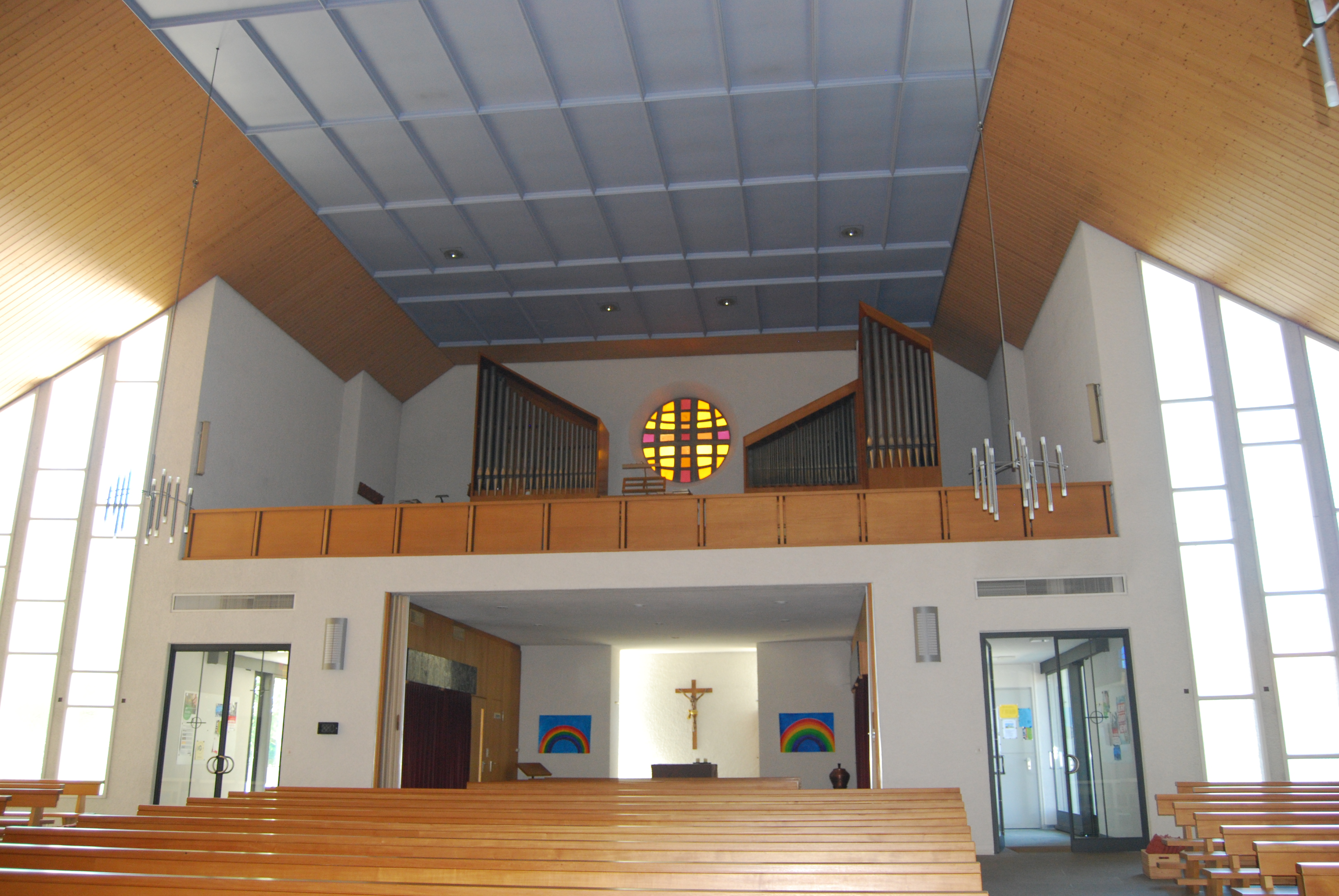
Innenansicht der katholischen Kirche Bichelsee
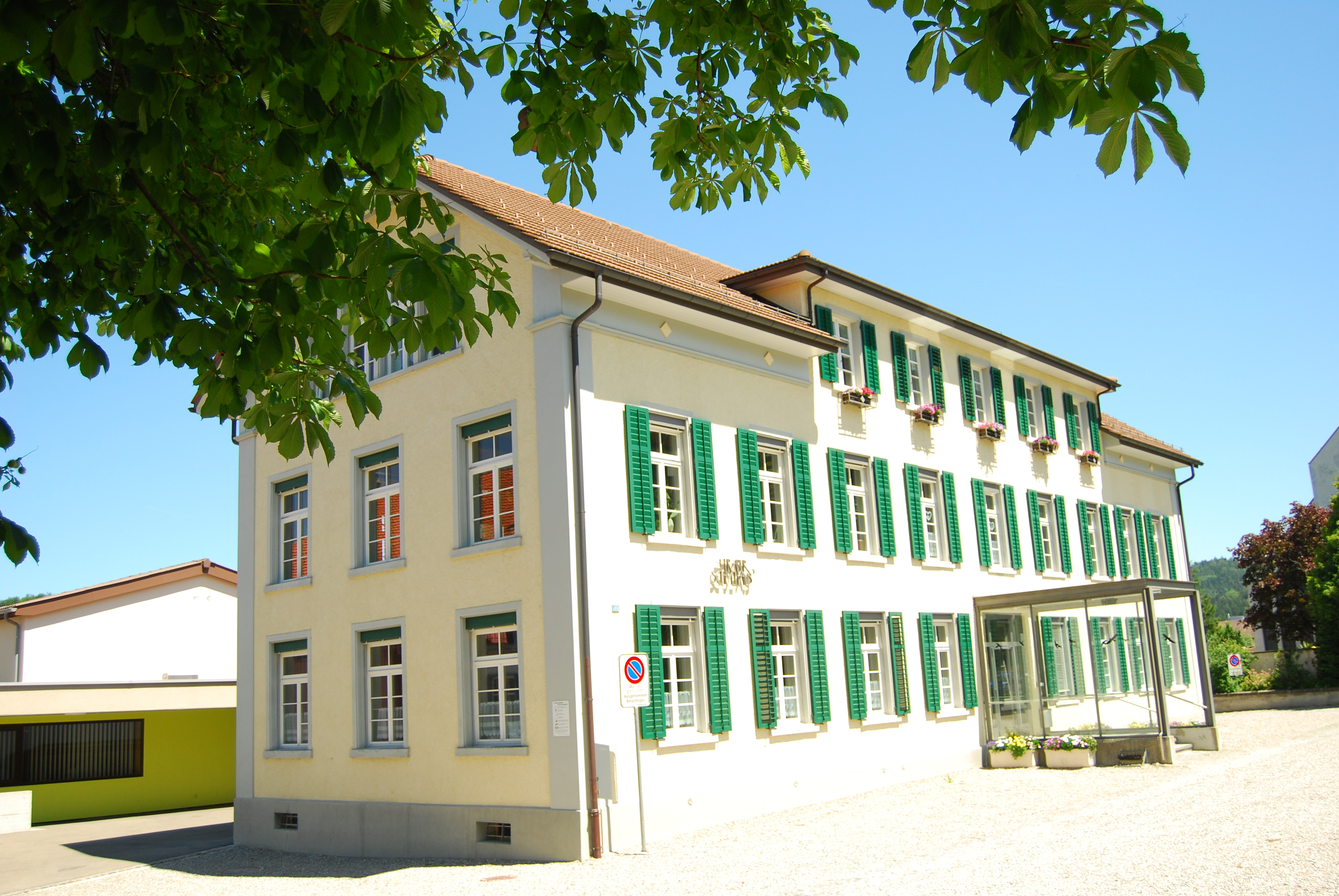
Schulhaus in Bichelsee
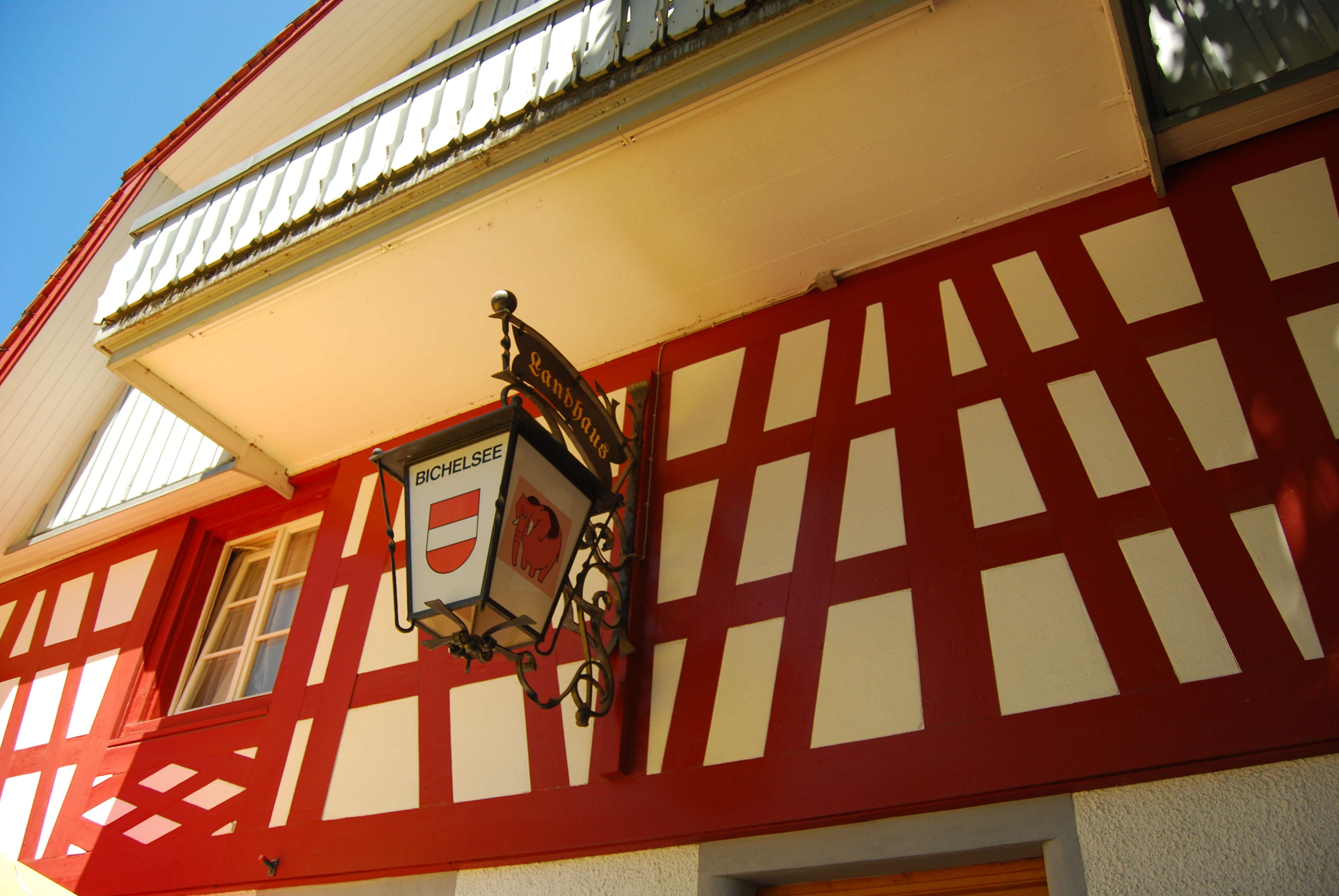
Landgasthaus Bichelsee
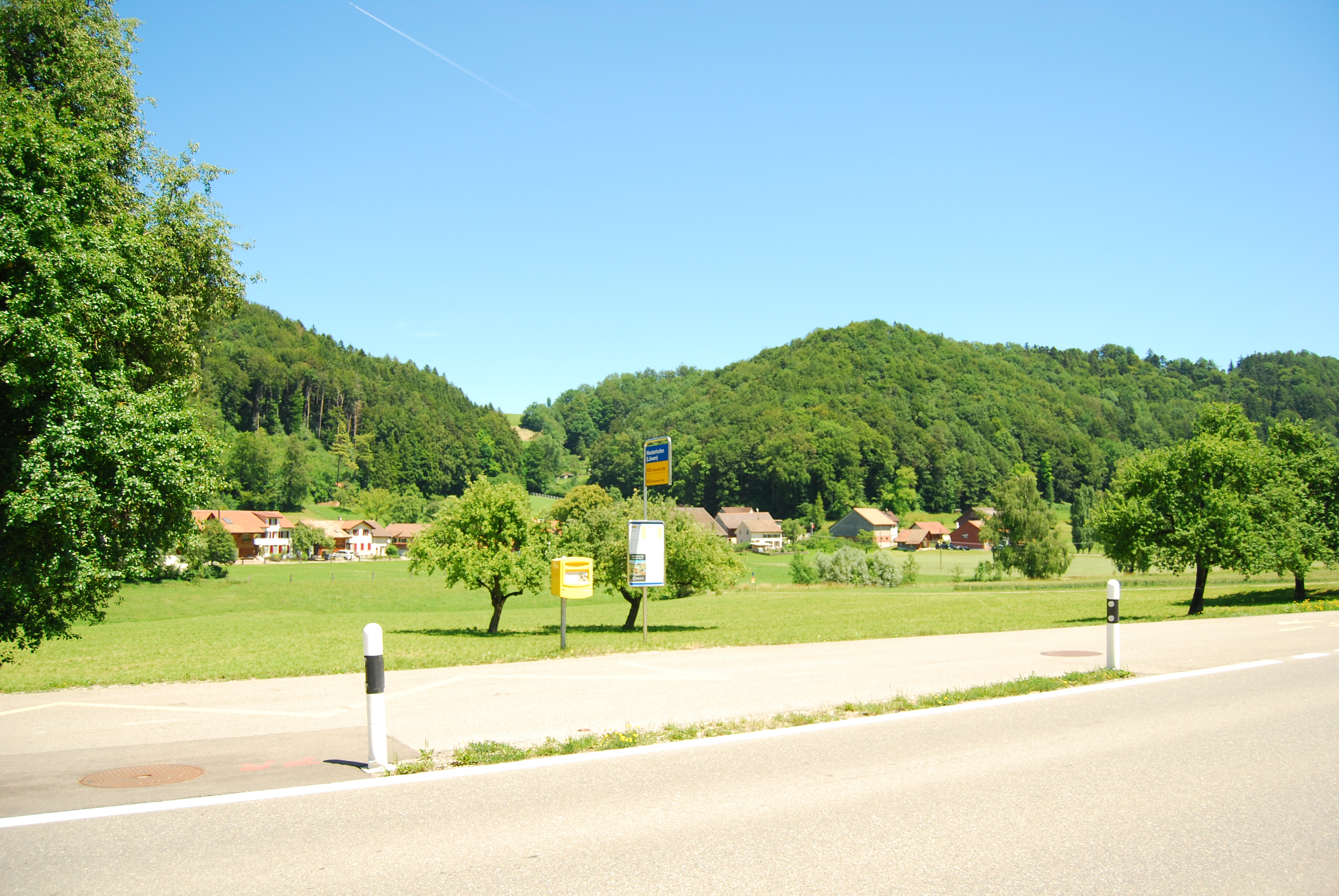
Niederhofen

## Persönlichkeiten
- Brigitte Häberli-Koller (Ständerätin), Ehrenbürgerin
- Hans Leutenegger (Bobrennfahrer, Unternehmer und Schauspieler), Ehrenbürger
- Patricia Schwager (Radrennfahrerin)
- Raymund Schwager (Jesuit, römisch-katholischer Theologe und Hochschullehrer)
- Johann Traber (Raiffeisenpionier)